# Prolyncestis biplagiata
Prolyncestis biplagiata är en fjärilsart som beskrevs av Pierre E.L. Viette 1971. Prolyncestis biplagiata ingår i släktet Prolyncestis och familjen nattflyn. Inga underarter finns listade i Catalogue of Life.